# Hormathophylla
Hormathophylla là chi thực vật có hoa trong họ Cải.